# Josef Karl av Österrike
Josef Karl av Österrike, född 2 mars 1833 i Pressburg, död 13 juni 1905, var son till ärkehertig Josef Anton av Österrike (1776-1847) och hans tredje maka Maria Dorothea av Württemberg (1797-1855).
Gift sedan 1864 med Clotilde av Sachsen-Coburg-Gotha (1846-1927), dotter till August Ludwig av Sachsen-Coburg-Gotha (1818-1881).

## Barn
- Elisabeth (1865-1866)
- Maria Dorothea (Marie Dorothée) (1867-1932) ; gift 1896 med Ludvig Filip Robert, hertig av Orléans (1869-1926)
- Margarethe (1870-1955) ; gift 1890 med Albert, furst von Thurn und Taxis (1867-1952)
- Joseph av Österrike (1872-1962) ; gift 1893 med Augusta av Bayern (1875-1964)
- Ladislaus (1875-1915)
- Elisabeth (1883-1958)
- Amalie (1884-1903)